# اجرای خیابانی

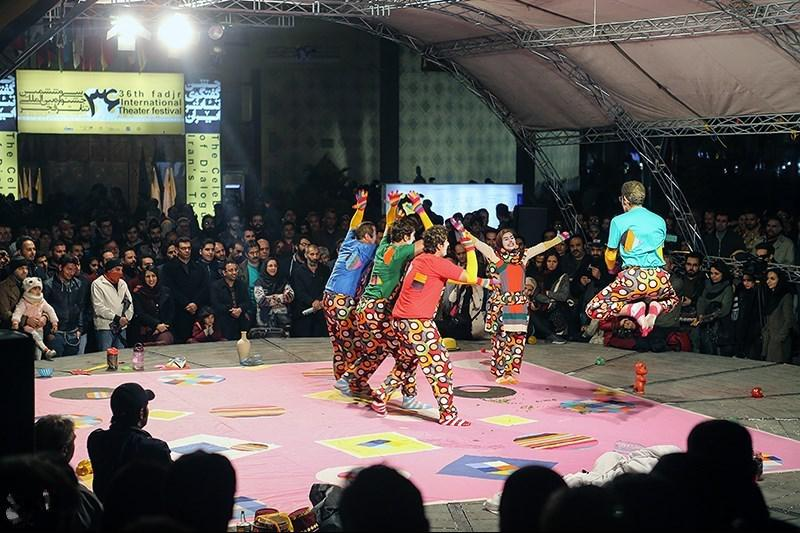
اجرای خیابانی در جشنواره تئاتر فجر.

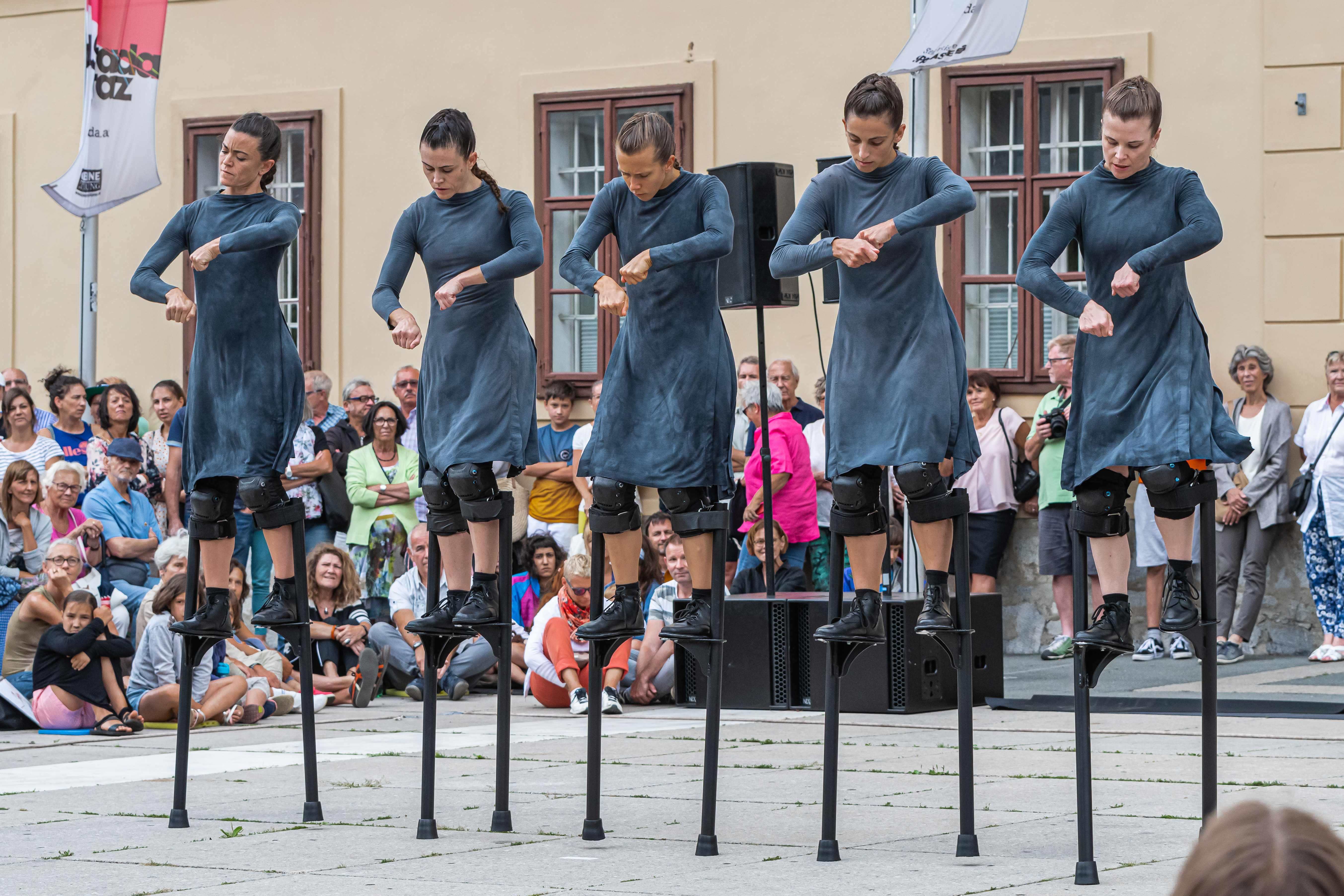
یک تئاتر خیابانی در شهر گراتس، اتریش.

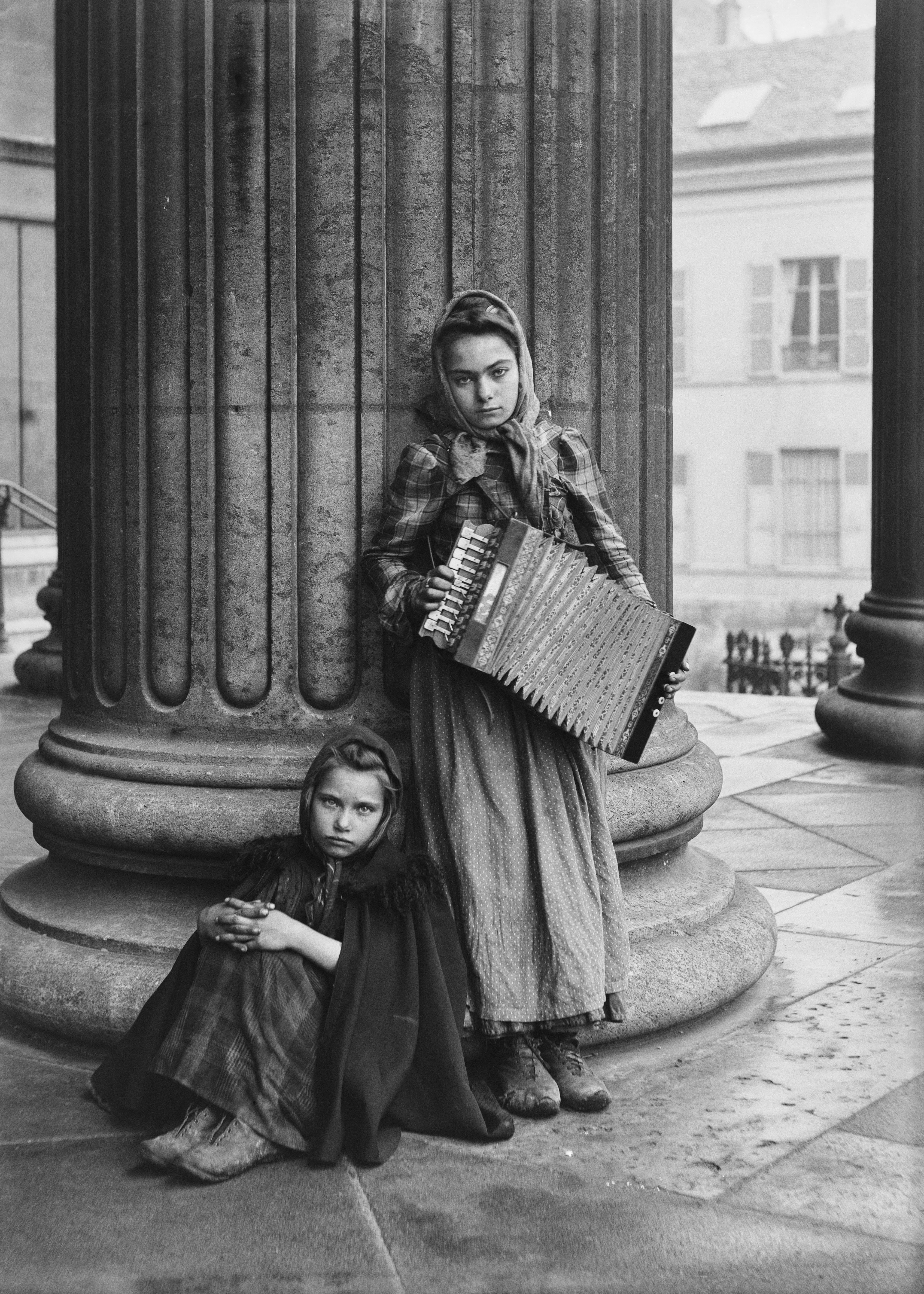
نگاره‌ای از ۲ دختربچهٔ نوازندهٔ خیابانی در حوالی دههٔ ۱۹۱۰ تا ۱۹۲۰ میلادی در پاریس. دختر بزرگ‌تر آکاردئونی در دست دارد.

اجرای خیابانی (به انگلیسی: Street performance) گونه‌ای از هنرهای نمایشی است که از متن اقشار مختلف اجتماع برخاسته و با توجه به انگیزه‌های بروز و ظهور آن، همواره کارکردهای مختلفی از جمله اصلاح رفتارهای اجتماعی داشته و خالقان و بازیگران این عرصه با زبان هنری خود بایدها و نبایدهای زندگی بشری را به فراخور فهم مردم کوچه و بازار بیان کرده‌اند. در تئاتر خیابانی بازیگر به دور از تمامی عناصر دست و پاگیر صحنه‌ای در تلاش است تا مخاطب خود را نسبت به موضوعی خاص به هیجان و گاه به تفکر و تعمق در آن مسئله وادارد. در نمایش خیابانی نیازی به طراحی لباس، نور، چهره آرایی و طراحی صحنه نیست، بازیگر این گونه نمایش‌ها بر اساس موضوع‌های مورد نظر خود اقدام به اجرای نمایش در مکان و زمانی خاص می‌کند. در نمایش‌هایی خیابانی متن نمایش، کارگردانی و بازیگری به موازات هم و در همان مکان خاص اتفاق می‌افتد.
گستردگی اجراهای خیابانی می‌تواند هر چیزی باشد که از نظر مردم سرگرم‌کننده است. از حرکات آکروباتیک، دلقک‌بازی، نقاشی کاریکاتور، تردستی و شعبده‌بازی و فالگیری گرفته تا نمایش کمدی، آوازه‌خوانی، رقص، اجرای آثار موسیقی کلاسیک و معرکه‌گیری.

## تاریخچه
بعد از شروع قرن بیستم می‌توان به تاریخچه تئاتر خیابانی از دو وجهه سیاسی و هنری به‌طور جداگانه پرداخت، در اوایل قرن بیستم، به دنبال جنگ جهانی اول و انقلاب شوروی نمایش‌های خیابانی در اروپا از رونق بسیار برخوردار شد. این تئاتر با هدف تبلیغ و ترویج اجرا می‌شد و عموماً می‌خواست که مواضع انقلاب را تبلیغ کند. بعد از جنگ جهانی دوم و به‌خصوص در دهه ۱۹۵۰ میلادی این روند سیر نزولی یافت تا جنبش دانشجویی فرانسه در اواخر سال‌های ۶۰ و ظهور رادیکالیسم در اروپا به آن جان تازه‌ای بخشید. فرق رویکرد این تئاتر با تئاترهای قبلی این بود که اگر در گذشته تئاتر خیابانی در دفاع از پرولتاریا برخاسته بود این‌بار بر ضدسرمایه‌داری جهانی سر برآورده بود. به‌خصوص بعد از جنگ ویتنام خیلی از این نمایش‌ها با هدف مخالفت با امپریالیزم جهانی شکل گرفت و بعد کم‌کم تأثیرات سیاسی در این نمایش‌ها کم شد ولی جای خود را به دفاع از حقوق سیاهان، زنان و اکنون مخالفت با جهانی‌سازی داد. در حال حاضر هزاران نمایش در صحنه‌های تئاتر جهان به اجرا درمی‌آیند تا حق و معنویت از دست رفته بشر معاصر را فریاد بزنند و باطل را محکوم کنند.

## برای مطالعهٔ بیشتر
- An Introduction to Street Performing (انگلیسی)